# Высоковское сельское поселение (Сараевский район)
Высоковское се́льское поселе́ние — муниципальное образование в Сараевском районе Рязанской области Российской Федерации.
Административный центр — село Высокое.

## История
Статус и границы сельского поселения установлены Законом Рязанской области от 7 октября 2004 года № 94-ОЗ «О наделении муниципального образования - Сараевский район статусом муниципального района, об установлении его границ и границ муниципальных образований, входящих в его состав»

## Население
| 2010 | 2012 | 2013 | 2014 | 2015 | 2016 | 2017 |
| ---- | ---- | ---- | ---- | ---- | ---- | ---- |
| 969  | ↘945 | ↘930 | ↗932 | ↘906 | ↘876 | ↘859 |
| 2018 | 2019 | 2020 | 2021 |      |      |      |
| ↘820 | ↘795 | ↘769 | ↗822 |      |      |      |

## Состав сельского поселения
| №  | Населённый пункт | Тип населённого пункта       | Население |
| -- | ---------------- | ---------------------------- | --------- |
| 1  | Белоречье        | село                         | 197       |
| 2  | Беляевка         | деревня                      | 19        |
| 3  | Брусяная 1       | деревня                      | 2         |
| 4  | Брусяная 2       | деревня                      | 1         |
| 5  | Высокое          | село, административный центр | ↘281      |
| 6  | Ламино           | село                         | ↘17       |
| 7  | Малиновка        | деревня                      | 21        |
| 8  | Михайловка       | деревня                      | 0         |
| 9  | Мосоловка        | деревня                      | 0         |
| 10 | Назарьево        | село                         | ↘127      |
| 11 | Островка         | село                         | 121       |
| 12 | Смирновка        | деревня                      | 0         |
| 13 | Таптыково        | село                         | ↘182      |
| 14 | Улейка           | деревня                      | 1         |